# Miguel León-Portilla
Miguel León-Portilla (Cidade do México, 22 de fevereiro de 1926 - Cidade do México, 1 de outubro de 2019) foi um antropólogo e historiador mexicano.
León-Portilla foi uma das autoridades mais respeitáveis e comumente citadas nas referências sobre cultura e literatura astecas nas eras pré-colombianas e coloniais entre a academia mexicana. Muitas de suas obras foram traduzidas para o inglês e são amplamente lidas. Em 2013, a Biblioteca do Congresso dos Estados Unidos concedeu-lhe o Prêmio Lenda Viva.

## Infância e educação
Nascido na Cidade do México, Miguel León-Portilla se interessou pelos povos originários do México desde cedo, incentivado por seu tio Manuel Gamio, um ilustre arqueólogo. Gamio teve uma influência duradoura em sua vida e carreira, inicialmente levando-o quando menino em viagens a importantes sítios arqueológicos no México. León-Portilla frequentou o Instituto de Ciências em Guadalajara e depois obteve um B. A. (1948) e M. A. (1951) na Jesuit Loyola University, em Los Angeles. Retornando ao México em 1952, ele mostrou a Gamio uma peça que havia escrito sobre Quetzalcoatl, o que resultou em Gamio apresentando seu sobrinho a Ángel Garibay K., cujas publicações nas décadas de 1930 e 1940 trouxeram a literatura náuatle à ampla atenção do público no México. León-Portilla começou a frequentar a faculdade de direito e trabalhar em uma empresa financeira. Ao mesmo tempo, lecionava no Mexico City College, uma escola de língua inglesa no bairro de Condesa. Outros instrutores incluíram importantes estudiosos da história e cultura indígena mexicana, Wigberto Jiménez Moreno, Fernando Horcasitas e Eduardo Noguera. Gamio persuadiu León-Portilla a abandonar seus estudos de direito e seu trabalho no setor financeiro para trabalhar no Instituto Indígena Interamericano, uma organização especializada da Organização dos Estados Americanos, que Gamio dirigia. León-Portilla iniciou seus estudos de pós-graduação na UNAM, concluindo sua tese de doutorado, La Filosofía Náhuatl estudiada en sus fuentes, em 1956, que lançou sua carreira acadêmica.

## Carreira
Sua dissertação sobre a filosofia Nahua foi publicada no México e depois traduzida para o inglês como Aztec Thought and Culture: A Study of the Ancient Nahuatl Mind (1967) e depois em muitas outras línguas. Foi a primeira de suas muitas obras a ser traduzida para o inglês. Suas traduções de textos em náuatle e espanhol sobre a conquista do México, publicados pela primeira vez no México como Visión de los vencidos, traduzidos para o inglês como The Broken Spears, são a maneira como muitos estudantes de graduação nos Estados Unidos são apresentados a relatos de participantes indígenas e não conquistadores espanhóis.
León-Portilla liderou um movimento para entender e reavaliar a literatura e a religião náuatle, não apenas da era pré-colombiana, mas também da atual, especialmente porque o náuatle ainda é falado por 1,5 milhões de pessoas. Seus trabalhos em inglês sobre literatura incluem Pre-Columbian Literatures of Mexico (1986), Fifteen Poets of the Aztec World (2000), e com Earl Shorris, In the Language of Kings: An Anthology of Mesoamerican Literature, Pré-colombiana ao Presente (2002). Ele também comparou a literatura dos Nahuas com a do Inca. Outra área de pesquisa foi sobre religião e espiritualidade indígenas, com trabalhos como Native Meso-American Spirituality (1980), e South and Meso-American Native Spirituality: From the Cult of the Feathered Serpent to the Theology of Liberation (1997). Ele também publicou um trabalho sobre os maias, tempo e realidade no pensamento dos maias (1990).
León-Portilla foi fundamental para trazer à luz as obras do franciscano pe. Bernardino de Sahagún, uma fonte primária do século XVI sobre a civilização asteca, cujos doze volumes de História Geral das Coisas da Nova Espanha, muitas vezes referido como o Códice Florentino, são cruciais para a compreensão da religião, sociedade e cultura Nahua, bem como quanto a fornecer um relato da conquista do México do ponto de vista mexica. León-Portilla foi o primeiro a designar Sahagún como o "Pai da Antropologia no Novo Mundo".
Contribuiu para a compreensão do desenvolvimento do campo da história mesoamericana no México. Com Garibay, León-Portilla fez contribuições ao estudo do historiador mesoamericano do século XIX Manuel Orozco y Berra. León-Portilla também publicou dois volumes sobre o trabalho de humanistas mesoamericanos, incluindo seu mentor Garibay.
No campo dos estudos coloniais náuatles, particularmente a Nova Filologia, o trabalho de León-Portilla em uma coleção de testamentos do final do século XVI em náuatle, Os Testamentos de Culhuacan, contribuiu para a compreensão das interações em nível local dentro de uma cidade nahua.
Um interesse subordinado mas importante de León-Portilla foi a história inicial e etnografia da Península de Baja California. Ele abordou essa região em mais de 30 livros e artigos, incluindo um volume de 1995 reunindo várias de suas publicações anteriores.
No início de sua carreira acadêmica em 1969, ele foi premiado com uma bolsa Guggenheim. Esse foi o primeiro de muitos prêmios e reconhecimentos acadêmicos, incluindo a Medalha de Honra Belisario Domínguez, a mais alta condecoração concedida pelo Senado mexicano. Em 1970, foi eleito membro do Colégio Nacional e, em 1995, membro da Academia Nacional de Ciências dos Estados Unidos. De 1987 a 1992, ele atuou como delegado permanente de seu país na UNESCO, período durante o qual ele nomeou com sucesso cinco sítios pré-colombianos no México para inclusão na Lista do Patrimônio Mundial. Em 12 de dezembro de 2013, León-Portilla recebeu o Prêmio Lenda Viva da Biblioteca do Congresso dos EUA. Ele também foi membro da Academia Mexicana de Línguas e da Academia Mexicana de História.

## Vida pessoal
León-Portilla casou-se com Ascensión Hernández Triviño, um linguista e acadêmico espanhol, em 1965. A filha deles, Marisa León-Portilla, também é historiadora.
León-Portilla morreu na Cidade do México em 1º de outubro de 2019 depois de ter sido hospitalizado durante grande parte do ano.

## Trabalhos notáveis
León-Portilla escreveu mais de uma centena e meia de artigos para várias instituições e mais de quarenta livros dos quais os seguintes títulos estão entre os mais conhecidos: